# Bilanzrechtsreformgesetz
Das Bilanzrechtsreformgesetz ist ein umfassendes Änderungsgesetz mit dem Schwerpunkt auf Änderungen im HGB und im Gesellschaftsrecht. Es wurde vom Deutschen Bundestag im Jahr 2004 beschlossen.
Das Bilanzrechtsreformgesetz umfasst diverse Änderungen in HGB, Publizitätsgesetz und des Aktiengesetzes und stellt im Wesentlichen eine Änderung der Pflichten für Unternehmen zur Berichterstattung der Lage dar (§ 289 Lagebericht Einzelabschluss und § 315 HGB Lagebericht Konzernabschluss).